# Bulldog Drummond (roman)
Bull-dog Drummond (later Bulldog Drummond) was de eerste Bulldog Drummond-roman, geschreven door H.C. McNeile onder het pseudoniem Sapper. Na een serialisatie in Hutchinson's Story Magazine van september 1919 tot juli 1920 onder de titel "Bull-Dog Drummond, D.S.O., M.C.", werd de roman in 1920 gepubliceerd. De roman bevatte een proloog die ontbrak in de serialisatie. In 1921 werd de roman bewerkt tot het gelijknamig toneelstuk met in de hoofdrol Gerald du Maurier. In 1929 werd het toneelstuk verfilmd met in de hoofdrol Ronald Colman.

## Verhaal
De roman begint met de voormalige Britse legerkapitein Hugh "Bulldog" Drummond, DSO, MC, een rijke ex-officier van het Loamshire Regiment uit de Eerste Wereldoorlog, flitsend en sterk maar niet erg knap, die een advertentie plaatst in The Times waarin hij zijn verlangen naar een avontuur uitspreekt. Hij krijgt een antwoord van een jonge vrouw, die zich zorgen maakt over enkele zakenrelaties van haar vader. Het blijkt dat haar vader wordt gechanteerd door supercrimineel Carl Peterson, die probeert een staatsgreep te organiseren om een pro-communistische overname van Groot-Brittannië mogelijk te maken. Dit wordt gedaan voor financieel gewin, aangezien Peterson wordt betaald door rijke buitenlanders die hiervan zullen profiteren.
Drummond wordt meerdere keren gevangengenomen maar weet telkens opnieuw te ontsnappen, totdat hij uiteindelijk met de hulp van zijn voormalige legervrienden Peterson en zijn handlangers verslaat.